# Brandenburgischer Landespokal 1999/00
Der Brandenburgische Landespokal 1999/00 war die 10. Austragung des brandenburgischen Landespokals der Männer im Amateurfußball. Der SV Babelsberg 03 setzte sich, am 25. Mai 2000 im Stadion der Freundschaft in Frankfurt/Oder, im Finale gegen den Frankfurter FC Viktoria 91 mit 5:2 durch und wurde, zum zweiten Mal, Landespokalsieger. Durch diesen Sieg qualifizierte sich der SV Babelsberg 03 für den DFB-Pokal 2000/01.

## Kalender
Die Spiele des diesjährigen brandenburgischen Landespokals wurden an folgenden Terminen ausgetragen:
| Runde         | Auslosung | Datum             | Spiele | Vereine  |
| ------------- | --------- | ----------------- | ------ | -------- |
| 1. Hauptrunde | -         | 14. August 1999   | 24     | 48 → 24  |
| 2. Hauptrunde | -         | 25. August 1999   | 62     | 124 → 62 |
| 3. Hauptrunde | -         | 4. September 1999 | 32     | 64 → 32  |
| 4. Hauptrunde | -         | 9. Oktober 1999   | 16     | 32 → 16  |
| Achtelfinale  | -         | 30. Oktober 1999  | 8      | 16 → 8   |
| Viertelfinale | -         | 8. April 2000     | 4      | 8 → 4    |
| Halbfinale    | -         | 24. April 2000    | 2      | 4 → 2    |
| Finale        | -         | 25. Mai 2000      | 1      | 2 → 1    |

## Spielmodus
Der brandenburgische Landespokal 1999/00 wurde im K.-o.-System ausgetragen. Es wird zunächst versucht, in 90 Minuten einen Gewinner auszuspielen. Sollte es danach unentschieden stehen, kommt es wie in anderen Pokalwettbewerben zu einer dreißigminütigen Verlängerung.
Sollte danach immer noch kein Sieger feststehen, wird dieser dann im Elfmeterschießen nach dem bekannten Muster ermittelt.

## Turnierbaum
|  | Achtelfinale | Achtelfinale                     | Achtelfinale               |                                 |   | Viertelfinale | Viertelfinale | Viertelfinale |  |  | Halbfinale | Halbfinale | Halbfinale |  |  | Finale | Finale | Finale |
|  |              |                                  |                            |                                 |   |               |               |               |  |  |            |            |            |  |  |        |        |        |
|  |              | Eisenhüttenstädter FC Stahl II   | 1                          |                                 |   |               |               |               |  |  |            |            |            |  |  |        |        |        |
|  |              | FC Energie Cottbus II            | 3                          |                                 |   |               |               |               |  |  |            |            |            |  |  |        |        |        |
|  |              | FC Energie Cottbus II            | 3                          | FC Energie Cottbus II           | 2 |               |               |               |  |  |            |            |            |  |  |        |        |        |
|  |              |                                  |                            | FC Energie Cottbus II           | 2 |               |               |               |  |  |            |            |            |  |  |        |        |        |
|  |              |                                  |                            | SV Babelsberg 03                | 3 |               |               |               |  |  |            |            |            |  |  |        |        |        |
|  |              | Ludwigsfelder FC                 | 1                          | SV Babelsberg 03                | 3 |               |               |               |  |  |            |            |            |  |  |        |        |        |
|  |              |                                  |                            |                                 |   |               |               |               |  |  |            |            |            |  |  |        |        |        |
|  |              | SV Babelsberg 03                 | 3                          |                                 |   |               |               |               |  |  |            |            |            |  |  |        |        |        |
|  |              | SV Babelsberg 03                 | 3                          | Märkischer SV 1919 Neuruppin    | 4 |               |               |               |  |  |            |            |            |  |  |        |        |        |
|  |              |                                  |                            | Märkischer SV 1919 Neuruppin    | 4 |               |               |               |  |  |            |            |            |  |  |        |        |        |
|  |              |                                  | SV Babelsberg 03           | 5                               |   |               |               |               |  |  |            |            |            |  |  |        |        |        |
|  |              | Märkischer SV 1919 Neuruppin     | SV Babelsberg 03           | 5                               | 3 |               |               |               |  |  |            |            |            |  |  |        |        |        |
|  |              |                                  |                            |                                 | 3 |               |               |               |  |  |            |            |            |  |  |        |        |        |
|  |              | FC Stahl Brandenburg             | 1                          |                                 |   |               |               |               |  |  |            |            |            |  |  |        |        |        |
|  |              | FC Stahl Brandenburg             | 1                          | Märkischer SV 1919 Neuruppin    | 3 |               |               |               |  |  |            |            |            |  |  |        |        |        |
|  |              |                                  |                            | Märkischer SV 1919 Neuruppin    | 3 |               |               |               |  |  |            |            |            |  |  |        |        |        |
|  |              |                                  |                            | SV Schwarz-Rot Neustadt (Dosse) | 2 |               |               |               |  |  |            |            |            |  |  |        |        |        |
|  |              | FSV Cottbus 99 II                | 1                          | SV Schwarz-Rot Neustadt (Dosse) | 2 |               |               |               |  |  |            |            |            |  |  |        |        |        |
|  |              |                                  |                            |                                 |   |               |               |               |  |  |            |            |            |  |  |        |        |        |
|  |              | SV Schwarz-Rot Neustadt (Dosse)  | 5                          |                                 |   |               |               |               |  |  |            |            |            |  |  |        |        |        |
|  |              | SV Schwarz-Rot Neustadt (Dosse)  | 5                          | Frankfurter FC Viktoria 91      | 1 |               |               |               |  |  |            |            |            |  |  |        |        |        |
|  |              |                                  |                            |                                 |   |               |               |               |  |  |            |            |            |  |  |        |        |        |
|  |              |                                  | SV Babelsberg 03           | 2                               |   |               |               |               |  |  |            |            |            |  |  |        |        |        |
|  |              | SC Spremberg 1896                | SV Babelsberg 03           | 2                               | 4 |               |               |               |  |  |            |            |            |  |  |        |        |        |
|  |              |                                  |                            |                                 | 4 |               |               |               |  |  |            |            |            |  |  |        |        |        |
|  |              | SV Empor Mühlberg                | 0                          |                                 |   |               |               |               |  |  |            |            |            |  |  |        |        |        |
|  |              | SV Empor Mühlberg                | 0                          | SC Spremberg 1896               | 0 |               |               |               |  |  |            |            |            |  |  |        |        |        |
|  |              |                                  |                            | SC Spremberg 1896               | 0 |               |               |               |  |  |            |            |            |  |  |        |        |        |
|  |              |                                  |                            | FC 98 Hennigsdorf               | 4 |               |               |               |  |  |            |            |            |  |  |        |        |        |
|  |              | SV Germania 90 Schöneiche        | 2                          | FC 98 Hennigsdorf               | 4 |               |               |               |  |  |            |            |            |  |  |        |        |        |
|  |              |                                  |                            |                                 |   |               |               |               |  |  |            |            |            |  |  |        |        |        |
|  |              | FC 98 Hennigsdorf                | 6                          |                                 |   |               |               |               |  |  |            |            |            |  |  |        |        |        |
|  |              | FC 98 Hennigsdorf                | 6                          | FC 98 Hennigsdorf               | 2 |               |               |               |  |  |            |            |            |  |  |        |        |        |
|  |              |                                  |                            | FC 98 Hennigsdorf               | 2 |               |               |               |  |  |            |            |            |  |  |        |        |        |
|  |              |                                  | Frankfurter FC Viktoria 91 | 4                               |   |               |               |               |  |  |            |            |            |  |  |        |        |        |
|  |              | SV Großräschen                   | Frankfurter FC Viktoria 91 | 4                               | 4 |               |               |               |  |  |            |            |            |  |  |        |        |        |
|  |              |                                  |                            |                                 |   |               |               |               |  |  |            |            |            |  |  |        |        |        |
|  |              | FC Rot-Weiß Elsterwerda          | 5                          |                                 |   |               |               |               |  |  |            |            |            |  |  |        |        |        |
|  |              | FC Rot-Weiß Elsterwerda          | 5                          | FC Rot-Weiß Elsterwerda         | 2 |               |               |               |  |  |            |            |            |  |  |        |        |        |
|  |              |                                  |                            | FC Rot-Weiß Elsterwerda         | 2 |               |               |               |  |  |            |            |            |  |  |        |        |        |
|  |              |                                  |                            | Frankfurter FC Viktoria 91      | 4 |               |               |               |  |  |            |            |            |  |  |        |        |        |
|  |              | FSV Glückauf Brieske-Senftenberg | 1                          | Frankfurter FC Viktoria 91      | 4 |               |               |               |  |  |            |            |            |  |  |        |        |        |
|  |              |                                  |                            |                                 |   |               |               |               |  |  |            |            |            |  |  |        |        |        |
|  |              | Frankfurter FC Viktoria 91       | 3                          |                                 |   |               |               |               |  |  |            |            |            |  |  |        |        |        |

## 1. Hauptrunde
Der SC Oberhavel Velten erhielt für die 1. Hauptrunde ein Freilos.
| Datum      |                              | Ergebnis              |                                     |
| ---------- | ---------------------------- | --------------------- | ----------------------------------- |
| 14.08.1999 | SG Grüne Eiche Großthiemig   | 1:1 n. V. (4:5 i. E.) | FSV Grün-Weiß Schwarzheide          |
| 14.08.1999 | SV Askania Schipkau          | 0:1                   | SV Eintracht Ortrand                |
| 14.08.1999 | SV Wellmitz                  | 2:3                   | FSV Cottbus 99 II                   |
| 14.08.1999 | TSV Missen                   | 0:2                   | SV Einheit Drebkau                  |
| 14.08.1999 | SG Grün-Weiß Groß-Beuchow    | 6:0                   | TSV Empor Dahme                     |
| 14.08.1999 | SV Hertha Finsterwalde       | 3:1                   | SV Prösen 1919                      |
| 14.08.1999 | SV 1926 Calau                | 0:2                   | VfB Herzberg 68                     |
| 14.08.1999 | FSV Bernau II                | ?:?                   | SV Blau-Weiß Petershagen/Eggersdorf |
| 14.08.1999 | SV Grün-Weiß Großbeeren      | 2:0                   | RSV Waltersdorf 19                  |
| 14.08.1999 | Teltower FV 1913             | 1:3                   | SV Empor Schenkenberg               |
| 14.08.1999 | SV Niedergörsdorf            | 1:2 n. V.             | FC Viktoria Jüterbog                |
| 14.08.1999 | SV Podelzig                  | ?:?                   | SV Preußen Frankfurt                |
| 14.08.1999 | SV Eintracht Altruppin       | 0:3                   | TSV Wustrau                         |
| 14.08.1999 | Birkenwerdaer BC 1908        | 2:1                   | SG Bruchmühle                       |
| 14.08.1999 | Angermünder FC               | ?:?                   | SV Jahn Bad Freienwalde             |
| 14.08.1999 | SG Gumtow                    | 0:5                   | SG Breese                           |
| 14.08.1999 | SV Borussia Fürstenwalde     | ?:?                   | SG Hangelsberg                      |
| 14.08.1999 | FSV Optik Rathenow II        | 3:1                   | Brandenburger SC Süd 05 II          |
| 14.08.1999 | FSV Regenbogen Güstow        | ?:?                   | SV Eintracht Göritz                 |
| 14.08.1999 | SV Germania 90 Schöneiche II | 0:1                   | BSC Preußen 07 Blankenfelde-Mahlow  |
| 14.08.1999 | PSV Luckenwalde              | 1:4                   | Werderaner FC Viktoria 1920         |
| 14.08.1999 | SV Blau-Weiß Klockow         | ?:?                   | USV Passow                          |
| 14.08.1999 | SC Hertha Karstädt           | 5:2 n. V.             | SV Eiche 05 Weisen                  |
| 14.08.1999 | SG Union Klosterfelde        | ?:?                   | MSV 19 Rüdersdorf                   |

## 2. Hauptrunde
| Datum      |                                     | Ergebnis  |                                  |
| ---------- | ----------------------------------- | --------- | -------------------------------- |
| 25.08.1999 | SV Eintracht Ortrand                | 0:4       | SV Großräschen                   |
| 25.08.1999 | FSV Grün-Weiß Schwarzheide          | 2:5       | FSV Lauchhammer 08               |
| 25.08.1999 | SV Einheit Drebkau                  | 2:5       | SC Spremberg 1896                |
| 25.08.1999 | SG Grün-Weiß Groß Beuchow           | 3:0       | SV Grün-Weiß Lübben              |
| 25.08.1999 | SV Hertha Finsterwalde              | 0:5       | SpVgg Finsterwalde               |
| 25.08.1999 | VfB Herzberg 68                     | 1:2       | FC Rot-Weiß Elsterwerda          |
| 25.08.1999 | VfB Hohenleipisch 1912              | 1:2 n. V. | TSV 1878 Schlieben               |
| 25.08.1999 | ESV Lokomotive Falkenberg           | 1:3       | SV Empor Mühlberg                |
| 25.08.1999 | KSV Tettau                          | 1:5       | FSV Glückauf Brieske-Senftenberg |
| 25.08.1999 | SV Süden Forst                      | 2:0       | SV Döbern                        |
| 25.08.1999 | SV Werben 1892                      | 1:2       | FC Energie Cottbus II            |
| 25.08.1999 | SV Rot-Weiß 90 Forst                | 5:3       | SG Blau-Gelb Laubsdorf           |
| 25.08.1999 | FSV Viktoria Cottbus 1897           | 0:5       | Kolkwitzer SV 1896               |
| 25.08.1999 | SG Sielow                           | 1:5       | FSV Cottbus 99                   |
| 25.08.1999 | SV Dissenchen 04                    | 4:2       | SV Wacker 09 Cottbus-Ströbitz    |
| 25.08.1999 | SV Preußen Frankfurt                | 2:3       | Frankfurter FC Viktoria 91       |
| 25.08.1999 | FSV Cottbus 99 II                   | 5:2       | SpVgg Blau-Weiß Vetschau         |
| 25.08.1999 | BSC Preußen 07 Blankenfelde-Mahlow  | 2:0       | FSV Wacker Fürstenwalde          |
| 25.08.1999 | FSV Regenbogen Güstow               | 3:2       | SC Viktoria Templin              |
| 25.08.1999 | SV Grün-Weiß Großbeeren             | 8:7 n. E. | SG Phönix Wildau                 |
| 25.08.1999 | SG Hangelsberg                      | 5:0       | Müllroser SV 1898                |
| 25.08.1999 | USV Passow                          | 4:2 n. V. | VfB Gramzow                      |
| 25.08.1999 | MSV Hanse Frankfurt                 | 2:5       | SV Victoria Seelow               |
| 25.08.1999 | SV Chemie Guben                     | 1:2       | TV 1861 Forst                    |
| 25.08.1999 | FSV Groß Leuthen/Gröditsch          | 4:1       | TSG 63 Lübbenau                  |
| 25.08.1999 | Breesener SV Guben-Nord             | 0:5       | BSV Cottbus-Ost                  |
| 25.08.1999 | SV Blau-Weiß Groß Lindow            | 2:3       | VfB Eisenhüttenstadt             |
| 25.08.1999 | Frankfurter FC Viktoria 91 II       | 0:1       | Eisenhüttenstädter FC Stahl II   |
| 25.08.1999 | SG Wacker Herzfelde                 | 2:4       | FV Blau-Weiß Briesen/Mark        |
| 25.08.1999 | FSV Eintracht Königs Wusterhausen   | 5:2       | TSG Fredersdorf/Vogelsdorf       |
| 25.08.1999 | FC Strausberg                       | 2:1       | SG Müncheberg                    |
| 25.08.1999 | FSV Schorfheide Joachimsthal        | 0:6       | FSV Rot-Weiß Prenzlau            |
| 25.08.1999 | Schönower SV                        | 1:5       | FV Motor Eberswalde              |
| 25.08.1999 | 1. FC Finowfurt                     | 1:9       | UFC Schwedt                      |
| 25.08.1999 | FSV Altranft                        | 2:1       | FV Motor Eberswalde II           |
| 25.08.1999 | FSV Forst Borgsdorf                 | 0:2       | SV Altlüdersdorf                 |
| 25.08.1999 | SC Hertha Karstädt                  | 1:0       | SSV Einheit Perleberg            |
| 25.08.1999 | SC Oberhavel Velten                 | 1:2       | SV Falkensee-Finkenkrug          |
| 25.08.1999 | FC Viktoria Jüterbog                | 4:1       | FSV 63 Luckenwalde II            |
| 25.08.1999 | SV Empor Schenkenberg               | 3:2       | ESV Lokomotive Seddin            |
| 25.08.1999 | TuS Dabergotz                       | 0:9       | SV Schwarz-Rot Neustadt (Dosse)  |
| 25.08.1999 | TuS 1896 Sachsenhausen              | 4:2       | 1. FV Stahl Finow                |
| 25.08.1999 | Häsener SV                          | 1:7       | SG Eintracht Oranienburg         |
| 25.08.1999 | FSV CM Veritas Wittenberge          | 6:0       | Pritzwalker SV                   |
| 25.08.1999 | SV Zehdenick 1920                   | 1:5       | FC 98 Hennigsdorf                |
| 25.08.1999 | Potsdamer SU 04                     | 0:1       | FC Stahl Brandenburg             |
| 25.08.1999 | TSV Chemie Premnitz                 | 1:7       | FSV Optik Rathenow               |
| 25.08.1999 | FC 98 Hennigsdorf II                | 1:3       | SG Fortuna Babelsberg            |
| 25.08.1999 | SV Kloster Lehnin                   | 2:5       | SV Babelsberg 03 II              |
| 25.08.1999 | FV Turbine Potsdam                  | 2:1       | FSV Ketzin/Falkenrehde           |
| 25.08.1999 | VfB Trebbin                         | 7:1       | SG Bornim                        |
| 25.08.1999 | FSV Grün-Weiß Niemegk               | 2:0       | FSV 63 Luckenwalde               |
| 25.08.1999 | FC Borussia Belzig                  | 0:2       | Brandenburger SC Süd 05          |
| 25.08.1999 | SG Grün-Weiß Klein Kreutz           | 4:3       | Teltower FV 1913                 |
| 25.08.1999 | Angermünder FC                      | 2:3       | FSV Kickers Oderberg             |
| 25.08.1999 | SV Blau-Weiß Petershagen/Eggersdorf | 0:5       | SV Germania 90 Schöneiche        |
| 25.08.1999 | Birkenwerdaer BC 1908               | 1:2       | FSV Bernau                       |
| 25.08.1999 | SG Union Klosterfelde               | 1:4       | FSV Blau-Weiß Wriezen            |
| 25.08.1999 | Werderaner FC Viktoria 1920         | 0:7       | Ludwigsfelder FC                 |
| 25.08.1999 | TSV Wustrau                         | 0:6       | Märkischer SV 1919 Neuruppin     |
| 25.08.1999 | SG Breese                           | 0:5       | FK Hansa Wittstock               |
| 25.08.1999 | FSV Optik Rathenow II               | 0:8       | VfL Nauen                        |

## 3. Hauptrunde
| Datum      |                                   | Ergebnis              |                                    |
| ---------- | --------------------------------- | --------------------- | ---------------------------------- |
| 04.09.1999 | SV Großräschen                    | 3:3 n. V. (7:5 i. E.) | BSV Cottbus-Ost                    |
| 04.09.1999 | SV Süden Forst                    | 0:3                   | SC Spremberg 1896                  |
| 04.09.1999 | FSV Groß Leuthen/Gröditsch        | 4:1                   | FSV Cottbus 99                     |
| 04.09.1999 | SG Grün-Weiß Groß Beuchow         | 2:5                   | Kolkwitzer SV 1896                 |
| 04.09.1999 | FSV Cottbus 99 II                 | 1:0                   | SV Dissenchen 04                   |
| 04.09.1999 | FSV Lauchhammer 08                | 0:1                   | FC Rot-Weiß Elsterwerda            |
| 04.09.1999 | VfB Eisenhüttenstadt              | 3:2                   | TV 1961 Forst                      |
| 04.09.1999 | SG Grün-Weiß Klein Kreutz         | 1:6                   | FV Turbine Potsdam                 |
| 04.09.1999 | SV Empor Schenkenberg             | 0:3                   | Brandenburger SC Süd 05            |
| 04.09.1999 | FSV Grün-Weiß Niemegk             | 1:2                   | SV Babelsberg 03 II                |
| 04.09.1999 | SV Grün-Weiß Groß Beeren          | 1:1 n. V. (6:5 i. E.) | BSC Preußen 07 Blankenfelde-Mahlow |
| 04.09.1999 | SC Hertha Karstädt                | 1:7                   | SV Schwarz-Rot Neustadt (Dosse)    |
| 04.09.1999 | FSV CM Veritas Wittenberge        | 0:4                   | Märkischer SV 1919 Neuruppin       |
| 04.09.1999 | TuS 1896 Sachsenhausen            | 0:3                   | FC 98 Hennigsdorf                  |
| 04.09.1999 | FC Viktoria Jüterbog              | 0:5                   | FC Stahl Brandenburg               |
| 04.09.1999 | FK Hansa Wittstock                | 1:5                   | SV Altlüdersdorf                   |
| 04.09.1999 | SG Fortuna Babelsberg             | 3:0                   | FSV Optik Rathenow                 |
| 04.09.1999 | VfL Nauen                         | 1:6                   | SV Falkensee-Finkenkrug            |
| 04.09.1999 | FSV Regenbogen Güstow             | 3:0                   | FSV Rot-Weiß Prenzlau              |
| 04.09.1999 | USV Passow                        | 0:2 n. V.             | UFC Schwedt                        |
| 04.09.1999 | FSV Altranft                      | 1:2                   | FSV Blau-Weiß Wriezen              |
| 04.09.1999 | FSV Kickers Oderberg              | 2:1                   | FV Motor Eberswalde                |
| 04.09.1999 | SV Victoria Seelow                | 0:1 n. V.             | Frankfurter FC Victoria 91         |
| 04.09.1999 | FSV Bernau                        | 0:4                   | SG Eintracht Oranienburg           |
| 04.09.1999 | FV Blau-Weiß Briesen/Mark         | 1:2 n. V.             | Eisenhüttenstädter FC Stahl II     |
| 04.09.1999 | FC Strausberg                     | 1:4                   | SV Germania 90 Schöneiche          |
| 04.09.1999 | FSV Eintracht Königs Wusterhausen | 0:6                   | Ludwigsfelder FC                   |
| 04.09.1999 | VfB Trebbin                       | 0:5                   | SV Babelsberg 03                   |
| 04.09.1999 | SG Hangelsberg                    | 0:6                   | Eisenhüttenstädter FC Stahl        |
| 04.09.1999 | SV Rot-Weiß 90 Forst              | 0:4                   | FC Energie Cottbus II              |
| 04.09.1999 | SpVgg Finsterwalde                | 0:3                   | FSV Glückauf Brieske-Senftenberg   |
| 04.09.1999 | TSV 1878 Schlieben                | 0:3                   | SV Empor Mühlberg                  |

## 4. Hauptrunde
| Datum      |                                | Ergebnis  |                                  |
| ---------- | ------------------------------ | --------- | -------------------------------- |
| 09.10.1999 | SV Großräschen                 | 1:0       | SG Eintracht Oranienburg         |
| 09.10.1999 | FV Turbine Potsdam             | 1:4       | SV Empor Mühlberg                |
| 09.10.1999 | FSV Blau-Weiß Wriezen          | 1:4       | FSV Glückauf Brieske-Senftenberg |
| 09.10.1999 | FSV Cottbus 99 II              | 4:0       | FSV Regenbogen Güstow            |
| 09.10.1999 | Kolkwitzer SV 1896             | 4:5 n. V. | SV Schwarz-Rot Neustadt (Dosse)  |
| 09.10.1999 | FSV Kickers Oderberg           | 0:4       | SC Spremberg 1896                |
| 09.10.1999 | FSV Groß Leuthen/Gröditsch     | 1:5       | Märkischer SV 1919 Neuruppin     |
| 09.10.1999 | FC Rot-Weiß Elsterwerda        | 5:2       | SG Fortuna Babelsberg            |
| 09.10.1999 | UFC Schwedt                    | 0:9       | SV Babelsberg 03                 |
| 09.10.1999 | SV Babelsberg 03 II            | 0:3       | Frankfurter FC Victoria 91       |
| 09.10.1999 | Ludwigsfelder FC               | 2:1       | Brandenburger SC Süd 05          |
| 09.10.1999 | Eisenhüttenstädter FC Stahl II | 3:1       | SV Altlüdersdorf                 |
| 09.10.1999 | SV Grün-Weiß Großbeeren        | 4:5 n. V. | FC Stahl Brandenburg             |
| 09.10.1999 | VfB Eisenhüttenstadt           | 0:2       | FC 98 Hennigsdorf                |
| 09.10.1999 | SV Germania 90 Schöneiche      | 4:3 n. V. | SV Falkensee-Finkenkrug          |
| 19.10.1999 | FC Energie Cottbus II          | 2:0       | Eisenhüttenstädter FC Stahl      |

## Achtelfinale
| Datum      |                                  | Ergebnis              |                                 |
| ---------- | -------------------------------- | --------------------- | ------------------------------- |
| 30.10.1999 | SV Großräschen                   | 1:1 n. V. (4:5 i. E.) | FC Rot-Weiß Elsterwerda         |
| 30.10.1999 | SC Spremberg 1896                | 4:0                   | SV Empor Mühlberg               |
| 30.10.1999 | FSV Glückauf Brieske-Senftenberg | 1:3                   | Frankfurter FC Victoria 91      |
| 30.10.1999 | Ludwigsfelder FC                 | 1:3                   | SV Babelsberg 03                |
| 30.10.1999 | SV Germania 90 Schöneiche        | 2:6                   | FC 98 Hennigsdorf               |
| 30.10.1999 | Märkischer SV 1919 Neuruppin     | 3:1                   | FC Stahl Brandenburg            |
| 30.10.1999 | FSV Cottbus 99 II                | 1:5                   | SV Schwarz-Rot Neustadt (Dosse) |
| 30.10.1999 | Eisenhüttenstädter FC Stahl II   | 1:3                   | FC Energie Cottbus II           |

## Viertelfinale
| Datum      |                              | Ergebnis              |                                 |
| ---------- | ---------------------------- | --------------------- | ------------------------------- |
| 20.02.2000 | FC Rot-Weiß Elsterwerda      | 2:4                   | Frankfurter FC Victoria 91      |
| 08.03.2000 | FC Energie Cottbus II        | 1:1 n. V. (2:3 i. E.) | SV Babelsberg 03                |
| 08.04.2000 | SC Spremberg 1896            | 0:4                   | FC 98 Hennigsdorf               |
| 08.04.2000 | Märkischer SV 1919 Neuruppin | 3:2                   | SV Schwarz-Rot Neustadt (Dosse) |

## Halbfinale
| Datum      |                              | Ergebnis              |                            |
| ---------- | ---------------------------- | --------------------- | -------------------------- |
| 24.04.2000 | FC 98 Hennigsdorf            | 2:4 n. V.             | Frankfurter FC Victoria 91 |
| 17.05.2000 | Märkischer SV 1919 Neuruppin | 2:2 n. V. (4:5 i. E.) | SV Babelsberg 03           |

## Finale
| Frankfurter FC Victoria 91                                             | Frankfurter FC Victoria 91 | SV Babelsberg 03 | SV Babelsberg 03 |
| ---------------------------------------------------------------------- | --- | --- | ---------------- |
| Frankfurter FC Victoria 91                                             | \| 25. Mai 2000 um 18:00 Uhr in Frankfurt/Oder (Stadion der Freundschaft) \| \| Ergebnis: 1:2 (0:1) \| \| Zuschauer: 843 \| \| Schiedsrichter: Steffen Weise \|                                                                      | \| 25. Mai 2000 um 18:00 Uhr in Frankfurt/Oder (Stadion der Freundschaft) \| \| Ergebnis: 1:2 (0:1) \| \| Zuschauer: 843 \| \| Schiedsrichter: Steffen Weise \|                                                                                  | SV Babelsberg 03 |
| Frankfurter FC Victoria 91                                             | Gunnar Berntsen – Sascha Geister, Carsten Moritz (79. Ronny Burkhardt), Guido Stendel, Maik Zimmer – Björn Keller, Lars Philipp (55. Stefan Reich), Olaf Schnürer, Sven Theis – Renè Behring, Thomas Bleck Cheftrainer: Axel Geisler | Dirk Heinrichs – Guido Block, Marco Laaser, Michael Lorenz, Stephan Schmidt – Slawc Chalaskiewicz, Almedin Civa, Davor Krznaric (34. Robert Kildanowicz), Sven Ohly – Marco Küntzel, Richard Slezàk (70. Heiko Bengs) Cheftrainer: Karsten Heine | SV Babelsberg 03 |
| Frankfurter FC Victoria 91                                             | 1:2 Stefan Reich (68.) | 0:1 Richard Slezàk (20.) 0:2 Richard Slezàk (60.) | SV Babelsberg 03 |
| 25. Mai 2000 um 18:00 Uhr in Frankfurt/Oder (Stadion der Freundschaft) | | |                  |
| Ergebnis: 1:2 (0:1)                                                    | | |                  |
| Zuschauer: 843                                                         | | |                  |
| Schiedsrichter: Steffen Weise                                          | | |                  |

## Der Landespokalsieger im DFB-Pokal 2000/01
| Runde         | Datum      | Heim                  | Ergebnis | Auswärts        |
| ------------- | ---------- | --------------------- | -------- | --------------- |
| 1. Hauptrunde | 26.08.2000 | SV Babelsberg 03 (RL) | 1:6      | VfL Bochum (1L) |